# Fran Rubel Kuzui
Fran Rubel Kuzui je americká režisérka, producentka a scenáristka.
Vystudovala New York University, v 80. letech pracovala jako filmová skriptka. Je spoluautorkou scénáře filmu Tokyo pop, který v roce 1988 také režírovala. Na začátku 90. let objevila tehdy neznámého televizního scenáristu Josse Whedona s jeho scénářem, podle kterého v roce 1992 natočila snímek Buffy, zabíječka upírů. Podílela se na něm také jako výkonná producentka, v této funkci působila společně se svým manželem Kazem Kuzuiem i u dalších Whedonových děl, seriálů Buffy, přemožitelka upírů (1997–2003) a Angel (1999–2004). Kromě toho produkovala také filmy Lhaní po americku, Mr. Orgazmo (oba 1997) a Poslední život na světě (2003).